# Renaissance traditionnelle
Renaissance traditionnelle (typographié Renaissance Traditionnelle par l'éditeur) est une revue française trimestrielle d'études maçonniques et symboliques fondée par René Guilly en 1970. Elle est dirigée par Roger Dachez, et est éditée sous l'égide de l'Institut maçonnique de France. La revue est indépendante et sans attache obédientielle.

## Historique
Dès sa création, elle se situe à la confluence de deux courants de pensée, historique et spirituel et se donne comme but : « susciter et publier des études, apporter des documents qui fassent mieux comprendre et mieux aimer la tradition maçonnique dans sa double dimension historique et spirituelle. ». Quant aux conceptions maçonniques, elle veut prolonger celles de la revue Le Symbolisme  (fondée par Oswald Wirth en 1912 et longtemps dirigée par Marius Lepage) tout en souhaitant en renouveler les perspectives. Jean-Pierre Crystal, son premier rédacteur en chef, précisait ainsi dans l'éditorial du numéro 1 :
« Notre revue se veut traditionnelle,[...] perçue comme réalité vivante, à tout moment naissante et renaissante. [...]  nous nous garderons toutefois de deux écueils qui ont, à notre avis, gravement dénaturé la recherche traditionnelle depuis plus d’un siècle, un rationalisme agressif et stérilisant d’une part, un occultisme confusionnel tout aussi désastreux d’autre part. »
Sur un autre plan, en matière d'histoire maçonnique, la revue voulait développer en France les méthodes de « l'école authentique » des historiens maçonniques anglais, notamment telles qu'elles avaient été mises en œuvre par la loge de recherche des Quatuor Coronati. Renaissance traditionnelle a produit de nombreux travaux, souvent très novateurs, d’histoire maçonnique, elle a permis d’éclaircir  de nombreuses  questions en mettant à jour plusieurs textes ignorés ou réputés perdus. En dépit de son apparence académique, elle ne s’est jamais définie comme une « simple » revue d’érudition.
Les thèmes abordés par le trimestriel, les origines de la franc-maçonnerie, le symbolisme, l'histoire des rites écossais, l'alchimie, la maçonnerie au XVIIIe siècle, l'héraldique maçonnique, les courants ésotériques, l'analyse de sceaux anciens, l'illuminisme, les grades chevaleresques, la légende d'Hiram, etc., lui permettent d'être considérée par les organes de diffusion maçonnique comme une des meilleures revues de maçonnologie en langue française.
En 2022, Renaissance traditionnelle a publié 204 numéros consacrés à l'histoire et à l'étude des rites et des symboles de la franc-maçonnerie. Pierre Mollier en a été rédacteur en chef de 1992 à 2022.

## Rédaction
- Directeur-fondateur : René Désaguliers, directeur de 1970 à 1992[4] (pseudonyme de René Guilly)
- Directeur : Roger Dachez

## Contributeurs
- Xavier Accart
- Robert Amadou
- Robert Ambelain
- Alain Bernheim
- René Guilly
- Roger Dachez
- Philippe Dechartre
- Antoine Faivre
- Jean-Pierre Laurant
- Jean-Michel Mathonière
- Pierre Mollier
- Jérôme Rousse-Lacordaire
- Jean Tourniac
- Frédérick Tristan

## Colloques
Les colloques organisés par Renaissance traditionnelle ont eu depuis 1995 un réel succès au sein de la communauté francophone de « recherche maçonnique ». 
- Les grands convents de l'histoire maçonnique, 1995
- L'histoire et les sources des hauts-grades maçonniques au XVIIIe, 1997
- De la maçonnerie opérative à la maçonnerie spéculative : filiations et ruptures, 1999
- Marseille maçonnique, carrefour méditerranéen des lumières du XVIIIe siècle, 18-19 octobre 2013